# Eupithecia californiata
Eupithecia californiata är en fjärilsart som beskrevs av Carl Freiherr von Gumppenberg 1888. Eupithecia californiata ingår i släktet Eupithecia och familjen mätare. Inga underarter finns listade i Catalogue of Life.